# Lady Zee
Pour plus de détails, voir Fiche technique et Distribution.
Lady Zee (en bulgare : Лейди Зи, Leïdi Zi) est un film bulgare réalisé par Guéorgui Dioulguérov, sorti en 2005.

## Synopsis
Une jeune orpheline se comporte comme un animal.

## Fiche technique
- Titre : Lady Zee
- Titre original : Лейди Зи
- Réalisation : Guéorgui Dioulguérov
- Scénario : Marin Damianov (bg) et Guéorgui Dioulguérov d'après les poèmes de Svetlana Komogorova-Komata
- Musique : Mira Iskarova et Hristo Namliev
- Photographie : Radoslav Spassov (bg)
- Montage : Guéorgui Dioulguérov
- Production : Vladimir Andréev et Guéorgui Balkanski
- Société de production : Télévision nationale bulgare, Borough et Boyana Film
- Pays :  Bulgarie
- Genre : Drame
- Durée : 96 minutes
- Dates de sortie : 
  -  Bosnie-Herzégovine : 22 août 2005 (festival du film de Sarajevo)

## Distribution
- Anelia Garbova : Zlatina
- Ivan Barnev (en) : Naïden Petkov
- Pavel Paskalev : Letchko
- Roussi Tchanev (en) : le VIP
- Vanina Tchervenkova : Zlatina enfant
- Issous Borislavov : Letchko enfant
- Emil Stefanov : Balakat
- Elizaveta Boeva (bg) : Bonka
- Hristosa Tsaneva : Vania

## Distinctions
Lors du festival du film de Sarajevo, le film a remporté le Cœur de Sarajevo du meilleur film et le prix C.I.C.A.E..